# جايسون مور (سائق سيارة سباق)
جايسون مور (بالإنجليزية: Jason Moore)‏ هو سائق سيارة سباق بريطاني، ولد في 10 أكتوبر 1988 في بيدفورد في المملكة المتحدة.

## وصلات خارجية
- جايسون مور على موقع DriverDB.com (الإنجليزية)